# Berliner Abendblätter

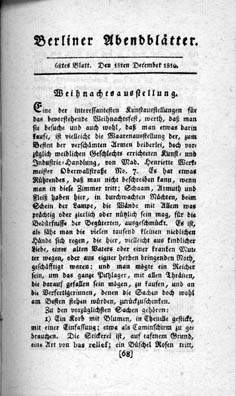
Titelseite der Berliner Abendblätter vom 18. Dezember 1810, mit dem Anfang des Artikels Weihnachtsausstellung von Heinrich von Kleist

Die Berliner Abendblätter waren eine Berliner Tageszeitung, die vom 1. Oktober 1810 bis 30. März 1811 existierte und 70 Blätter umfasst. Sie wurde von Julius Eduard Hitzig verlegt und von Heinrich von Kleist herausgegeben. Die Zeitung erschien nicht am Sonntag. Die Höhe der Auflage ist nicht bekannt, sie lag wahrscheinlich unter eintausend, sie kostete im Einzelvertrieb 8 Pf.
Die Zeitung erschien ab dem 1. Oktober 1810 täglich außer sonntags und enthielt jeweils vier Seiten. Der Inhalt bestand neben lokalen Meldungen und Erzählungen aus Rezensionen, Diskussionsbeiträgen und 1810 auch aus Auszügen aus täglichen Berichten des Polizeipräsidenten von Berlin. In den Ausgaben 25 und 26 finden sich u. a. auch Diskussionen unter dem Titel Aeronautik.  Beiträge kamen auch von Achim von Arnim, Clemens Brentano, Wilhelm Grimm, Friedrich de la Motte Fouqué, Adam Müller und Friedrich Schleiermacher, die allerdings durch Kleist bearbeitet wurden, was zu Streitereien unter den Beteiligten führte. Die erste Nummer enthielt einen Korrespondentenbericht von Karl August Varnhagen von Ense aus Paris.
Noch 1810 legte Hitzig aus finanziellen und politischen Gründen seine Verlegertätigkeit nieder. Kleist gelang es nicht, seine Zeitung wie geplant als quasi-offizielles Organ zu etablieren. Hinzu kamen Streitigkeiten mit Mitarbeitern sowie erhöhte staatliche Zensur.
Am 30. März 1811 war in der letzten Ausgabe eine kurze Bemerkung Kleists zu lesen, die über das Ende der Zeitung handelte.
Mehrere literarische Texte Kleists erschienen erstmals in den Berliner Abendblättern, so die Anekdote aus dem letzten preußischen Kriege, Das Bettelweib von Locarno oder der Aufsatz Über das Marionettentheater.

## Reprints
- Alles Erschienene als PDF im archive.org
- 1925 wurden die Berliner Abendblätter von Georg Minde-Pouet erstmals als Faksimile und um 1998 als Neusatz als PDF auf CD-ROM nachgedruckt.